# Sivatag
A sivatag olyan terület, amelynek vízháztartása állandóan veszteséges. Az ilyen helyeken az éves csapadék általában nem éri el a 250 mm-t. Vannak olyan helyek, ahol évekig nem esik az eső. A szárazság miatt a talaj terméketlen; többnyire csak a kimondottan szárazságtűrő és pozsgás fajok élnek meg itt. Maga a talaj azonban éppen olyan változatos lehet, mint a termékeny tájakon, és eszerint a sivatag lehet:
- sziklasivatag
- kősivatag
- kavicssivatag
- homoksivatag
- agyagsivatag
- sósivatag.

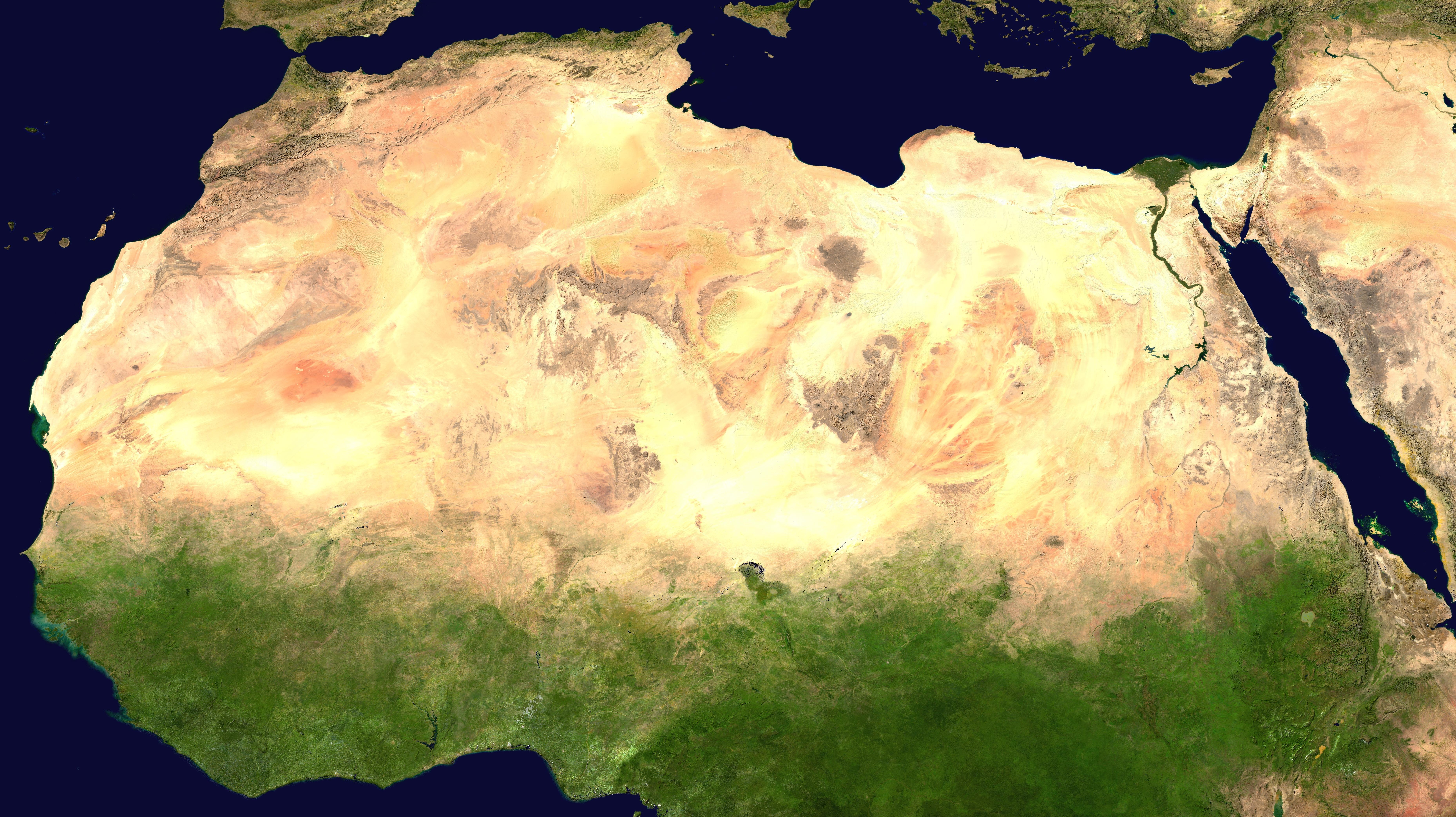
A Szahara az űrből nézve

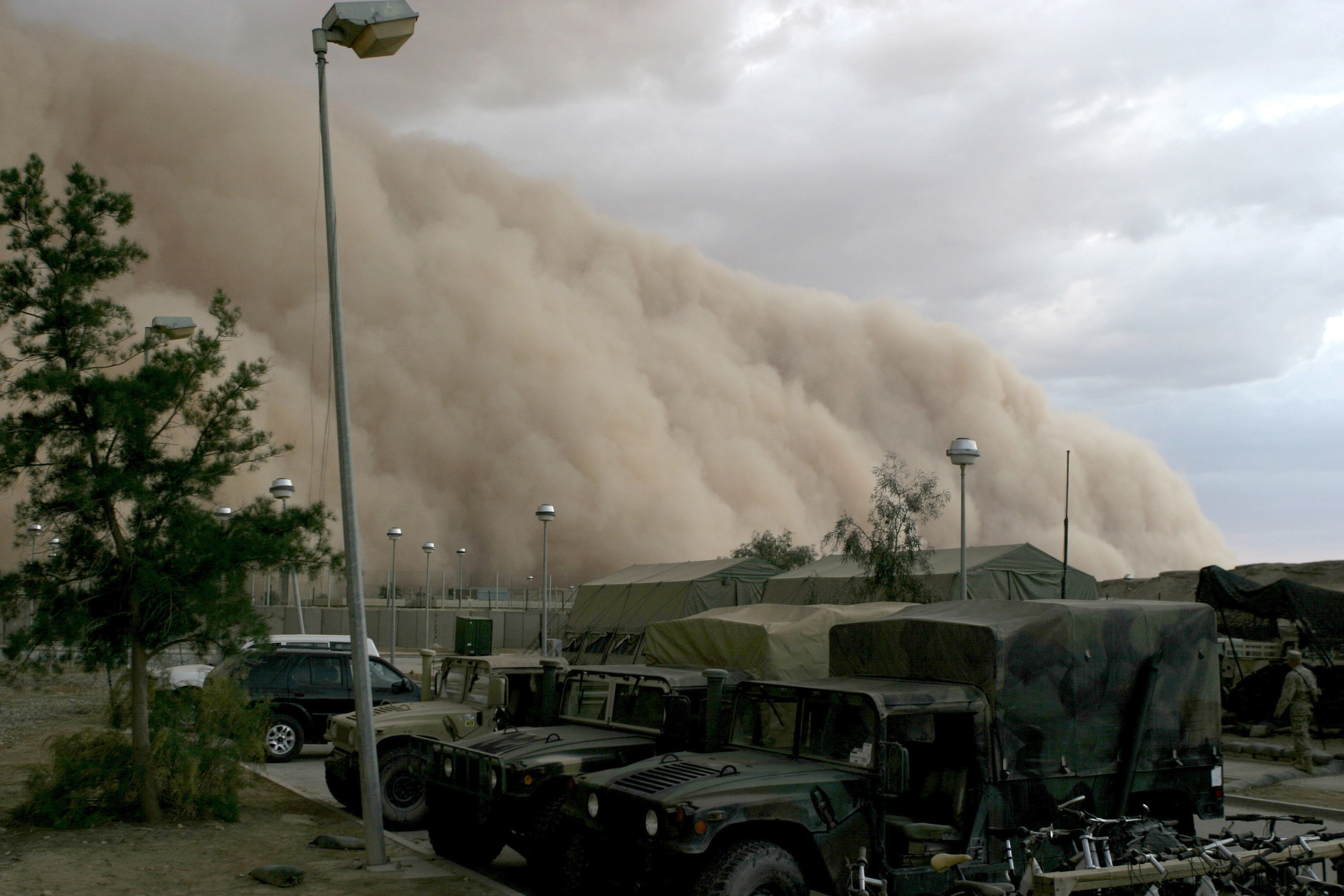
Homokvihar az iraki Al Aszadban 2005. április 27-én

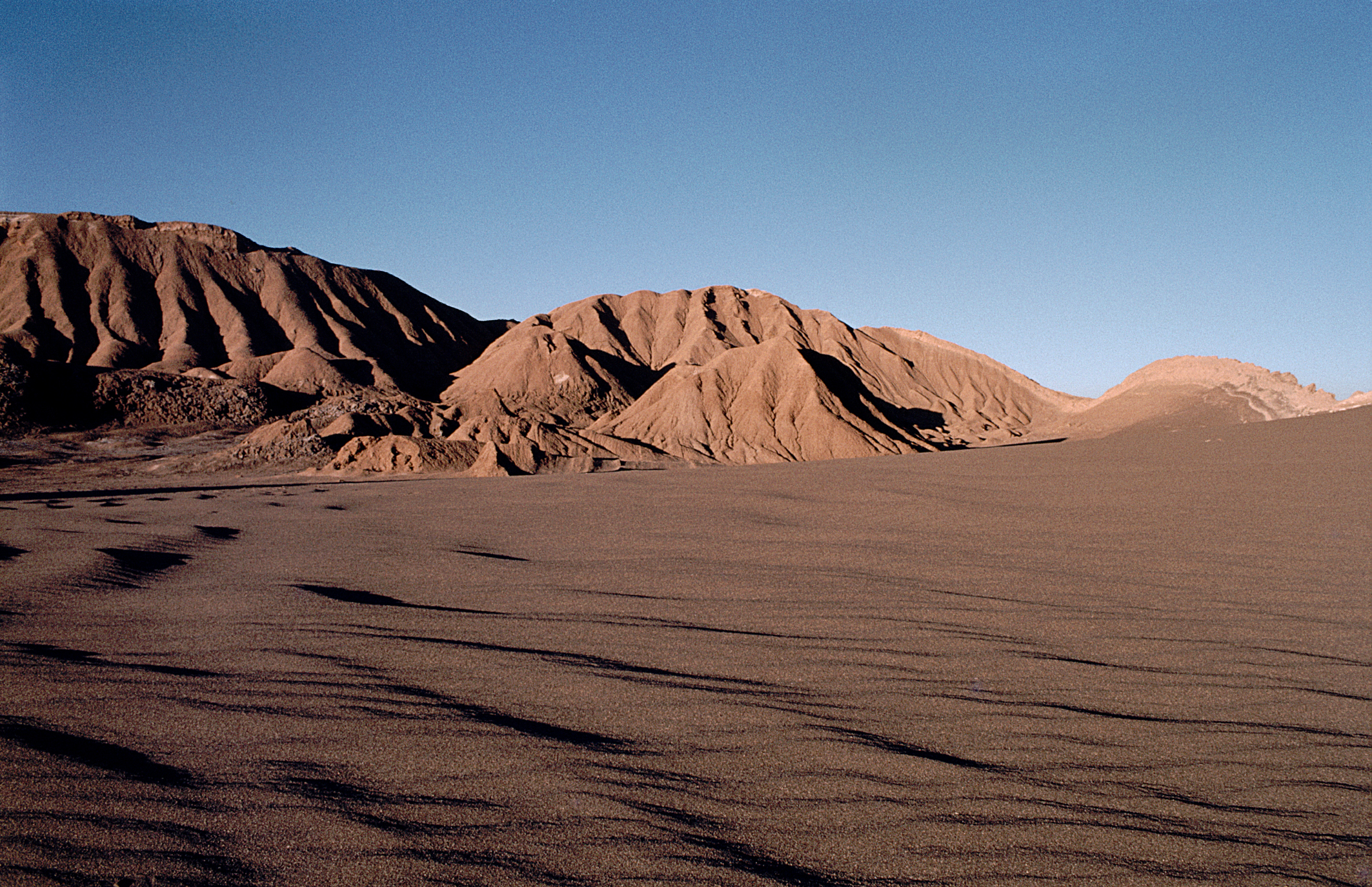
Atacama-sivatag

A sivatagok felszínét főként az aprózódás és a mállás, valamint a szél és az időszakos vízfolyások alakítják. A hőmérséklet szélsőséges ingadozása aprózza a kőzeteket. A szél sok homokot és port ragad fel, és a keményebb szemcsék dörzsölik, csiszolják a kőzetek felszínét. A finom anyag elszállítása után deflációs medencék maradnak vissza kavicsos-kőtömbös maradéktakaróval.
A ritkán és rövid ideig, de intenzíven hulló eső hirtelen árvizet okoz. A víz lepelszerűen vagy záporpatakokba gyűlve folyik le az időszakos völgyekben. A rohanó ár
sok iszapot, homokot és kőzettörmeléket sodor magával a medencékbe, de csak rövid távon, mert a víz hamar beszivárog vagy elpárolog. A medencék befelé irányuló vízhálózata elősegíti a pedimentek (hegylábfelszínek) képződését. Utóbbiak hegység felőli sávjában általában a szálban álló kőzet elegyengetett felszínét, a medence felőlin pedig egymásba olvadó, hullámos hordalékkúpok sorozatát találjuk.
A váztalajok tulajdonságait az alapkőzet fajtája határozza meg. A hőmérséklet nappal magas, éjjel viszont erősen leesik, mert a gyér növényzet miatt a száraz levegőben (a relatív páratartalom 20–25%) erős a kisugárzás.
A sivatag távolról sem mindig síkság: gyakorta hegyes-völgyes.
A gyenge bioproduktivitás miatt a sivatagok gyéren lakottak. Az emberek többnyire csak az oázisoknál telepszenek meg.
A sivatagoknak két fő típusa van:
- a zonális sivatag, amely a térítők közelében alakult ki, és
- a kontinentális sivatag, amely a szárazföld belsejében, hegyláncok árnyékában alakult ki főn hatására.

| Sivatag Félsivatag | Tundra Sarkvidék |

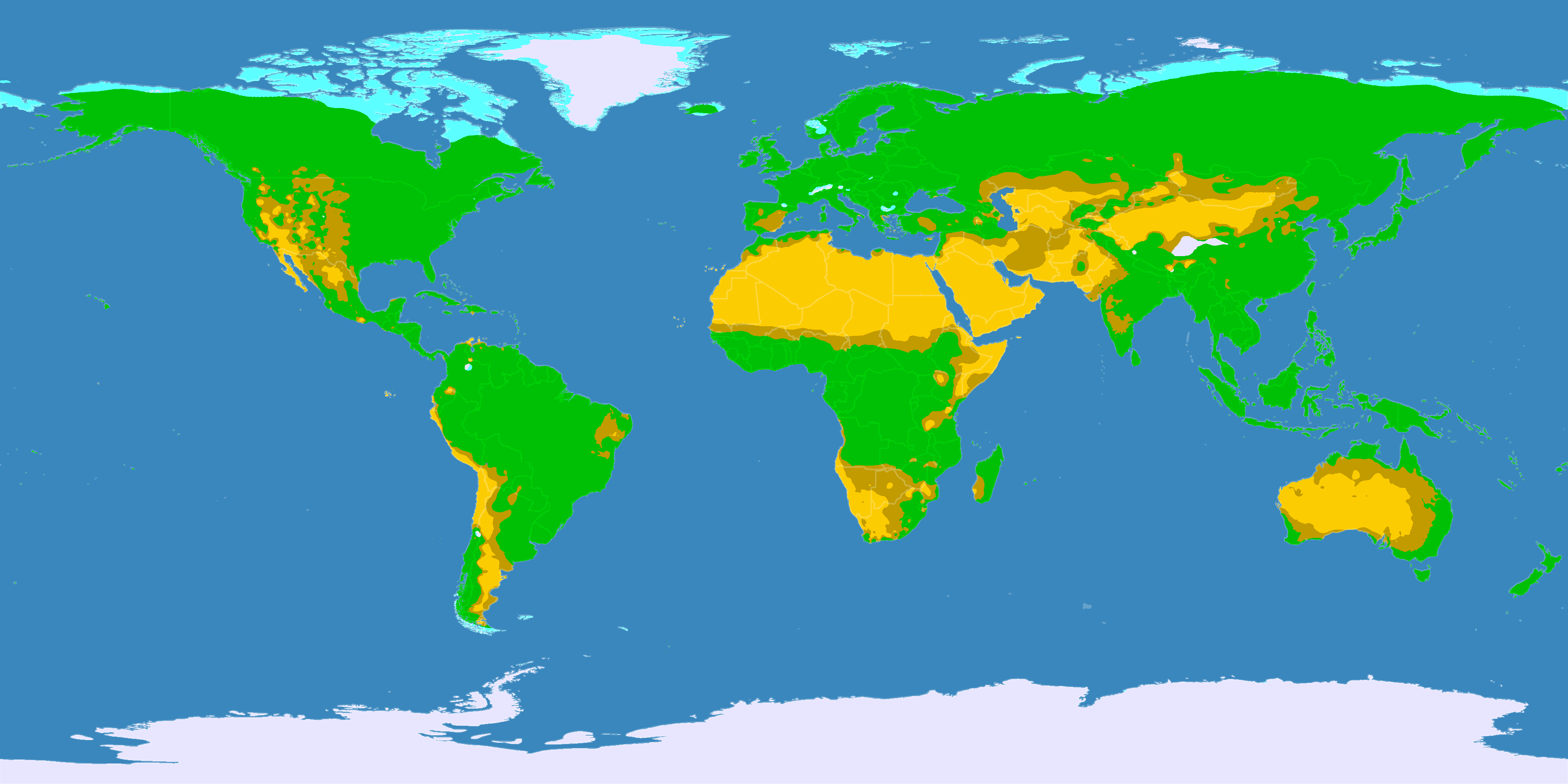
Csapadékban szegény vidékek a Földön

A zonális sivatagok a trópusokat két oldalról határoló nagy nyomású, leszálló légáramlásos zónában, a 15–30° szélességi körök között alakulnak ki. A forró, száraz térítő menti öv a passzátszelek leszálló, nagy nyomású övezetébe esik, ahol nagy a felmelegedő levegő víztartó képessége. A víz nem csapódik ki, a párolgás pedig különlegesen erős; e két tényező hatására a felszín kiszárad, főként a szárazföldek nyugati felén. Ilyen:
- Észak-Afrikában a Szahara;
- Délnyugat-Afrikában a Namib-sivatag és a Kalahári-sivatag,
- Ázsiában az Arab-félsziget sivatagjai, Irán és Beludzsisztán belseje, a Tharr-sivatag, a Góbi
- Ausztráliában a Nagy-Viktória-sivatag és a Nagy-homoksivatag,
- Észak-Amerikában a Yuma-, Mojave- és Gila-sivatag, a Mexikói-medence egy része,
- Dél-Amerikában Peru és Észak-Chile partvidékének nagy része, benne az Atacama-sivatag.

Félsivatagnak a sivatag és a szavanna közötti átmeneti zónát nevezzük, ez akár több száz kilométer széles is lehet.